# 42 Batalion WOP
42 Batalion Wojsk Ochrony Pogranicza/Batalion szkolno-odwodowy/Jednostka Wojsk Ochrony Pogranicza imienia Ziemi Cieszyńskiej/Batalion graniczny Wojsk Ochrony Pogranicza Cieszyn – zlikwidowany samodzielny pododdział Wojsk Ochrony Pogranicza pełniący służbę graniczną na granicy polsko-czechosłowackiej.

## Formowanie i zmiany organizacyjne
Pierwszą siedzibą jednostek ochraniających granicę państwową na odcinku Cieszyna był Zamek (bzmot I KPanc – dowódca kpt. Alfred Zniczewski), od lipca 1945 4 pp 2 DP, następnie 45 Komenda Odcinka Jastrzębie Zdrój, która została przeniesiona do Cieszyna przed wrześniem 1946 Rozkazem nr 0153 od 24 kwietnia 1948 63 Batalion Ochrony Pogranicza, do jesieni 1949, kiedy to strażnica i batalion zostały przeniesione do koszar na ul. Parkowej (później Wojsk Ochrony Pogranicza, a obecnie Wojska Polskiego). 
Na podstawie rozkazu MBP nr 043/org z 3 czerwca 1950, na bazie 21 Brygady Ochrony Pogranicza, sformowano 4 Brygadę Wojsk Pogranicza w Gliwicach, a 1 stycznia 1951 63 batalion Ochrony Pogranicza przemianowano na 42 batalion WOP JW 2477.
W kwietniu 1976, w związku z przejściem na dwuszczeblowy system dowodzenia, rozwiązano batalion. W jego miejsce zorganizowano batalion szkolno-odwodowy, który funkcjonował do października 1983. Strażnice podporządkowano bezpośrednio pod sztab Górnośląskiej Brygadzie WOP w Gliwicach.
13 grudnia 1981 po wprowadzeniu stanu wojennego na terytorium w kraju, dowódca GB WOP wewnętrznym rozkazem w miejscu stacjonowania poszczególnych batalionów, utworzył tzw. „wysunięte stanowiska dowodzenia” (zalążek przyszłych batalionów granicznych), którym podporządkował strażnice znajdujące się na odcinkach dawnych batalionów granicznych. Brygada wykonywała zadania ochrony granicy i bezpieczeństwa państwa wynikające z dekretu o wprowadzeniu stanu wojennego.

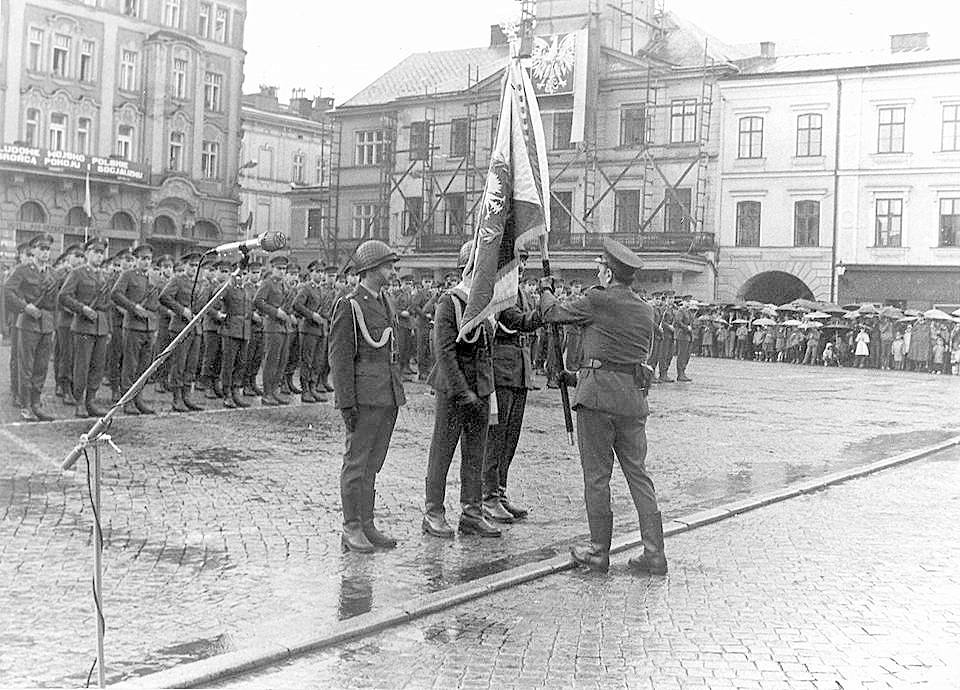
Uroczystość nadania batalionowi WOP w Cieszynie nazwy Jednostka Wojsk Ochrony Pogranicza imienia „Ziemi Cieszyńskiej“ (12 października 1983)

W 1983 na wniosek Wojewody Bielskiego Minister Spraw Wewnętrznych nadał batalionowi nazwę Jednostka Wojsk Ochrony Pogranicza im. Ziemi Cieszyńskiej. Aktu nadania na ręce dowódcy batalionu, dokonał minister Andrzej Gdula na uroczystym apelu, na Rynku Cieszyńskim 12 października 1983. Obecny był dowódca WOP gen. bryg. Feliks Stramik oraz dowódca Górnośląskiej Brygady WOP gen. bryg. Bolesław Bonczar. Jednostka WOP im. Ziemi Cieszyńskiej funkcjonowała do drugiej połowy 1984.
Po stanie wojennym w drugiej połowie 1984 utworzono batalion graniczny GB WOP Cieszyn, który funkcjonował do 15 maja 1991.
Zarządzeniem nr 012 Komendanta Głównego Straży Granicznej z 7 maja 1991 w sprawie rozwiązania jednostek WOP oraz utworzenia jednostek organizacyjnych Straży Granicznej Minister Spraw Wewnętrznych polecił z dniem 16 maja 1991 rozwiązać Batalion Graniczny Górnośląskiej Brygady WOP w Cieszynie istniejący według etatu nr 44/0910 o stanie osobowym na okres „W” 862 żołnierzy i 13 pracowników cywilnych oraz na okres „P” 621 żołnierzy i 13 pracowników cywilnych.
Straż Graniczna:
15 maja 1991 przestała istnieć Górnośląska Brygada WOP, a 16 maja 1991 powstała Straż Graniczna i Beskidzki Oddział Straży Granicznej w Cieszynie, który przejął obiekty koszarowe, strażnice i GPK . Następnie w grudniu 1998 obiekt, część strażnic SG i GPK SG przejął Śląski Oddział Straży Granicznej w Raciborzu, po jego likwidacji 1 lipca 2013 Śląsko-Małopolski Oddział Straży Granicznej w Raciborzu.
27 lutego 2015, budynki na terenie cieszyńskich koszar, które zajmowane były przez Śląsko-Małopolski Oddział Straży Granicznej, zostały przekazane Starostwu Powiatowemu w Cieszynie. Ostatnim użytkownikiem koszar była Placówka Straży Granicznej w Bielsku-Białej z siedzibą w Cieszynie do 15 lutego 2015.

## Struktura organizacyjna
- dowództwo i pododdziały przysztabowe[16] – Cieszyn

W 1954 batalionowi WOP Cieszyn podlegały:
- 211 strażnica WOP Cieszyn
- 212 strażnica WOP Pogwizdów
- 213 strażnica WOP Zebrzydowice
- 214 strażnica WOP Ruptawa
- 215 strażnica WOP Skrebieńsko
- 216 strażnica WOP Godów.

31 grudnia 1959 batalionowi WOP Cieszyn podlegały:
- 20 strażnica WOP III kategorii Godów
- 21 strażnica WOP IV kategorii Skrbeńsko
- 22 strażnica WOP III kategorii Ruptawa
- 23 strażnica WOP II kategorii Zebrzydowice
- 24 strażnica WOP III kategorii Pogwizdów
- 25 strażnica WOP I kategorii Cieszyn
- 26 strażnica WOP III kategorii Leszna Górna.

1 stycznia 1964 batalionowi WOP Cieszyn podlegały:

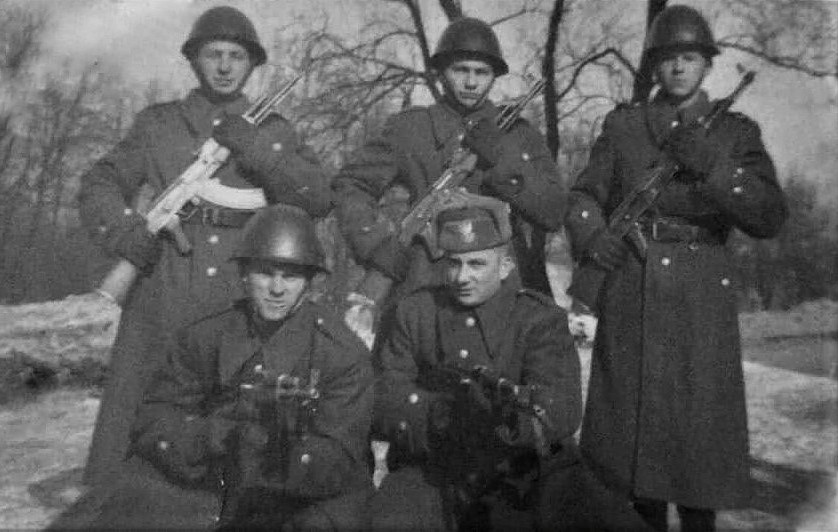
Żołnierze WOP (1964)

- 20 strażnica WOP lądowa III kategorii Gorzyce
  - Placówka Kontroli Małego Ruchu Granicznego II kategorii Olza
  - Placówka Kontroli Małego Ruchu Granicznego II kategorii Gorzyczki
- 21 strażnica WOP lądowa III kategorii Godów
  - Placówka Kontroli Małego Ruchu Granicznego I kategorii Gołkowice
  - Placówka Kontroli Małego Ruchu Granicznego II kategorii Łaziska
- 22 strażnica WOP lądowa IV kategorii Skrbeńsko
- 23 strażnica WOP lądowa IV kategorii Ruptawa do 1974[17]
- 24 strażnica WOP lądowa II kategorii Zebrzydowice
  - Placówka Kontroli Małego Ruchu Granicznego I kategorii Kaczyce Górne
  - Placówka Kontroli Małego Ruchu Granicznego I kategorii Kaczyce Dolne

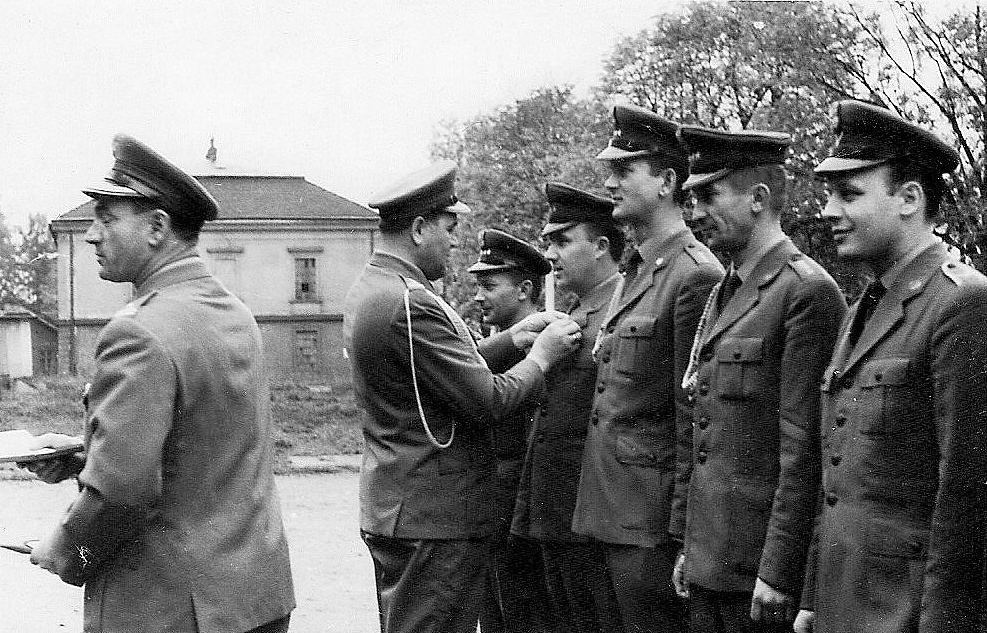
Wręczanie medali wyróżnionym żołnierzom – Święto WOP (10 czerwca 1970)

- 25 strażnica WOP lądowa III kategorii Pogwizdów
  - Placówka Kontroli Małego Ruchu Granicznego II kategorii Pogwizdów
- 26 strażnica WOP lądowa I kategorii Cieszyn
- 27 strażnica WOP lądowa III kategorii Leszna Górna
  - Placówka Kontroli Małego Ruchu Granicznego I kategorii Leszna Górna
  - Placówka Kontroli Małego Ruchu Granicznego II kategorii Puńców
- 28 placówka WOP lądowa II kategorii Poniwiec
  - Placówka Kontroli Małego Ruchu Granicznego II kategorii Beskidek
- 29 placówka WOP lądowa II kategorii Wisła
  - Placówka Kontroli Małego Ruchu Granicznego II kategorii Stożek Mały
- 30 strażnica WOP lądowa IV kategorii Jaworzynka
  - Placówka Kontroli Małego Ruchu Granicznego II kategorii Jasnowice
  - Placówka Kontroli Małego Ruchu Granicznego II kategorii Jaworzynka
  - Placówka Kontroli Małego Ruchu Granicznego II kategorii Jaworzynka
- 31 strażnica WOP lądowa IV kategorii Krężelka do 1964[16].

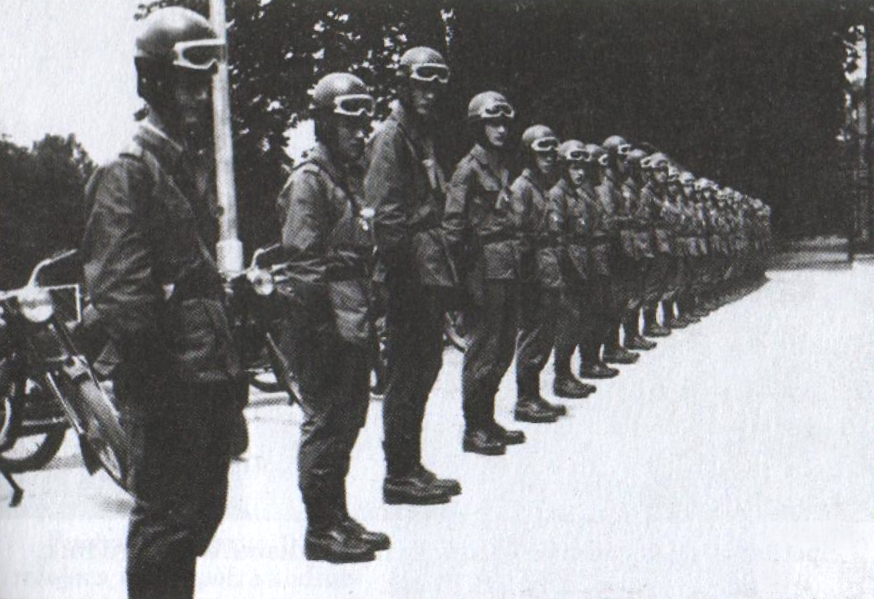
Wyjazd odwodu batalionu do działań granicznych (1974)

Dowództwo batalionu 1976 rok:
- dowódca batalionu – ppłk Jan Krasowski
- szef sztabu batalionu – mjr Władysław Wodka
- zastępca dowódcy batalionu do spraw politycznych – mjr Edward Trzaska
- zastępca dowódcy batalionu do spraw zwiadu – mjr Zdzisław Wędrowczyk[19]
- kwatermistrz – mjr Aleksander Ozga.

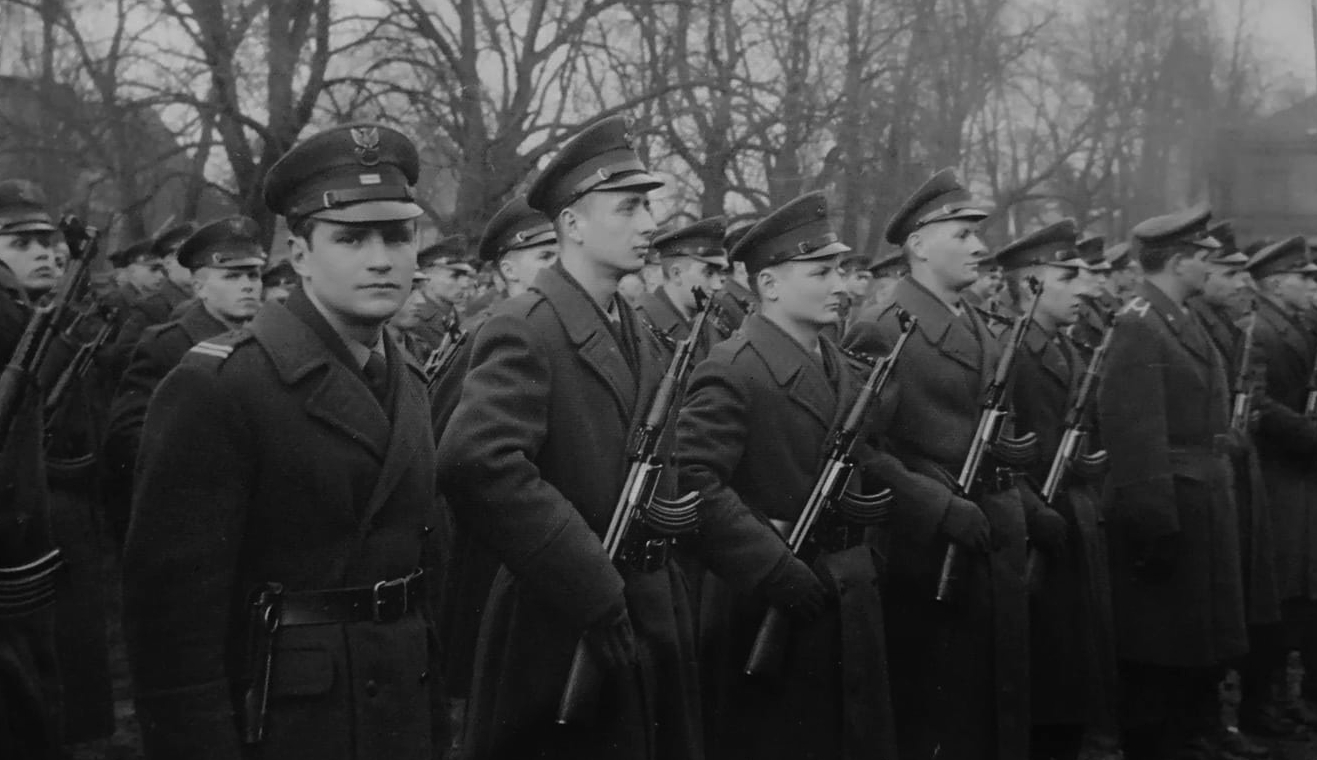
Przysięga młodego rocznika, 3 pluton (1976)

W 1976 batalionowi WOP Cieszyn podlegały:
- Placówka kadrowa WOP Jaworzynka
- Placówka kadrowa WOP Wisła
- Placówka kadrowa WOP Poniwiec
- Strażnica WOP Leszna Górna
- Strażnica WOP Cieszyn
- Strażnica WOP Pogwizdów
- Strażnica WOP Zebrzydowice
- Strażnica WOP Skrbeńsko
- Strażnica WOP Godów
- Strażnica WOP Gorzyce

Dowództwo batalionu szkolno-odwodowego:
- dowódca batalionu – mjr/ppłk Stefan Gacek
- szef sztabu – kpt./mjr Janusz Narolski, kpt./mjr Jerzy Rychel
- zastępca do spraw politycznych – mjr/ppłk Edward Trzaska
- kierownik grupy operacyjnej zwiadu – mjr Kazimierz Nowak, mjr/ppłk Włodzimierz Węgierkiewicz
- kierownik grupy zabezpieczenia kwatermistrzowskiego – mjr Aleksander Ozga
- kierownik grupy zabezpieczenia technicznego – mjr Jan Abramczyk.

W kwietniu 1976 do II połowy 1984 batalionowi szkolno-odwodowemu podlegały:
- 2 kompanie odwodowe
- kompania dowodzenia
- grupa operacyjna zwiadu
- grupa zabezpieczenia kwatermistrzowskiego
- grupa zabezpieczenia technicznego.

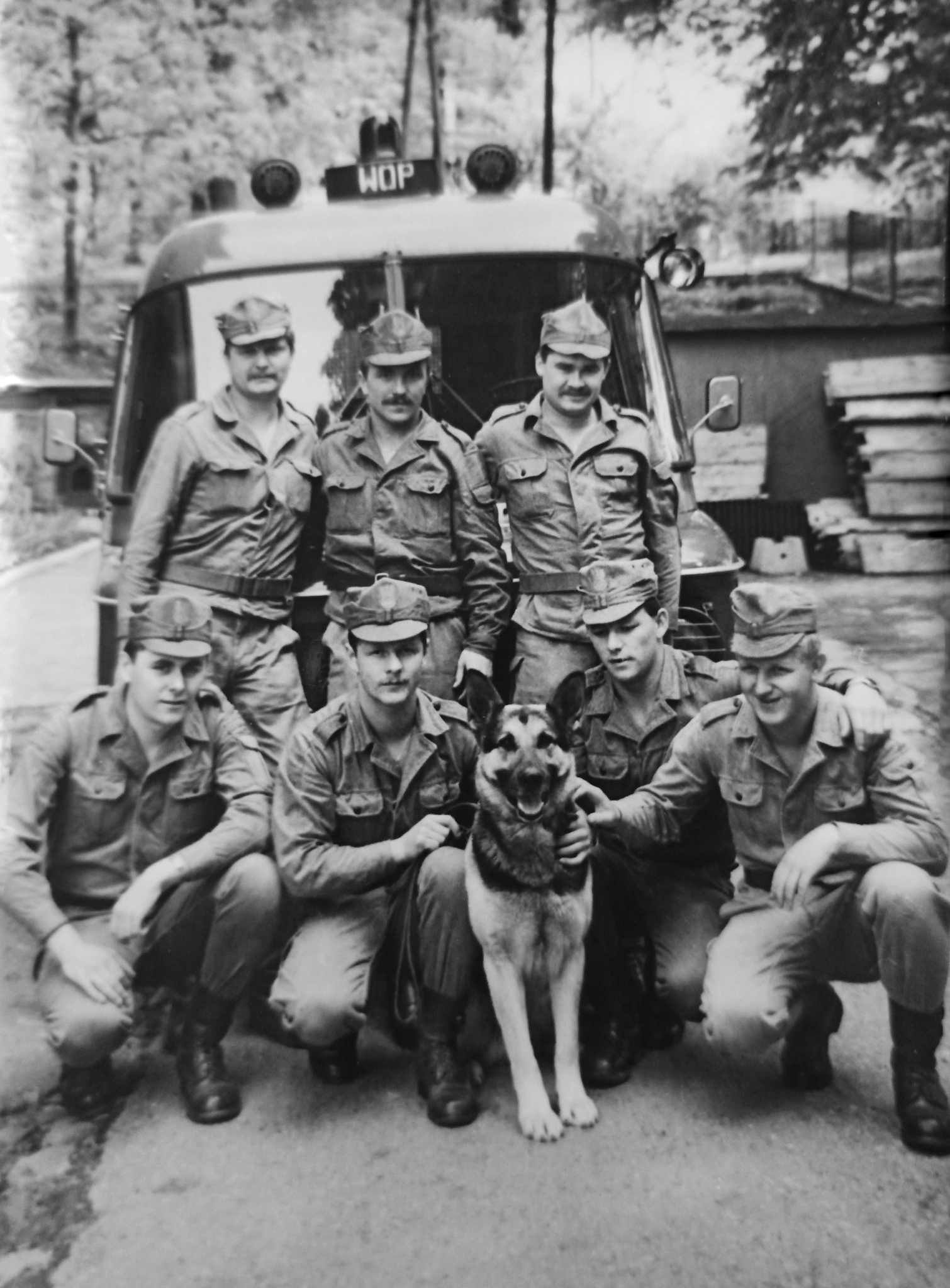
Żołnierze plutonu obsługi i przewodnik z psem służbowym grupy pościgowej. Na drugim planie samochód ZSD Nysa (1985)

Dowództwo batalionu II połowa 1984:
- dowódca batalionu – ppłk/płk Bolesław Cader
- szef sztabu batalionu – mjr/ppłk Zenon Skowron[23]
- zastępca dowódcy batalionu do spraw politycznych – mjr/ppłk Zygmunt Staszewski[f][24]
- zastępca dowódcy batalionu do spraw zwiadu – ppłk Bolesław Sowa
- zastępca dowódcy batalionu do spraw technicznych i zaopatrzenia – ppłk Aleksander Ozga, por.Józef Ruchała[25].

W II połowie 1984 do maja 1991 batalionowi podlegały:

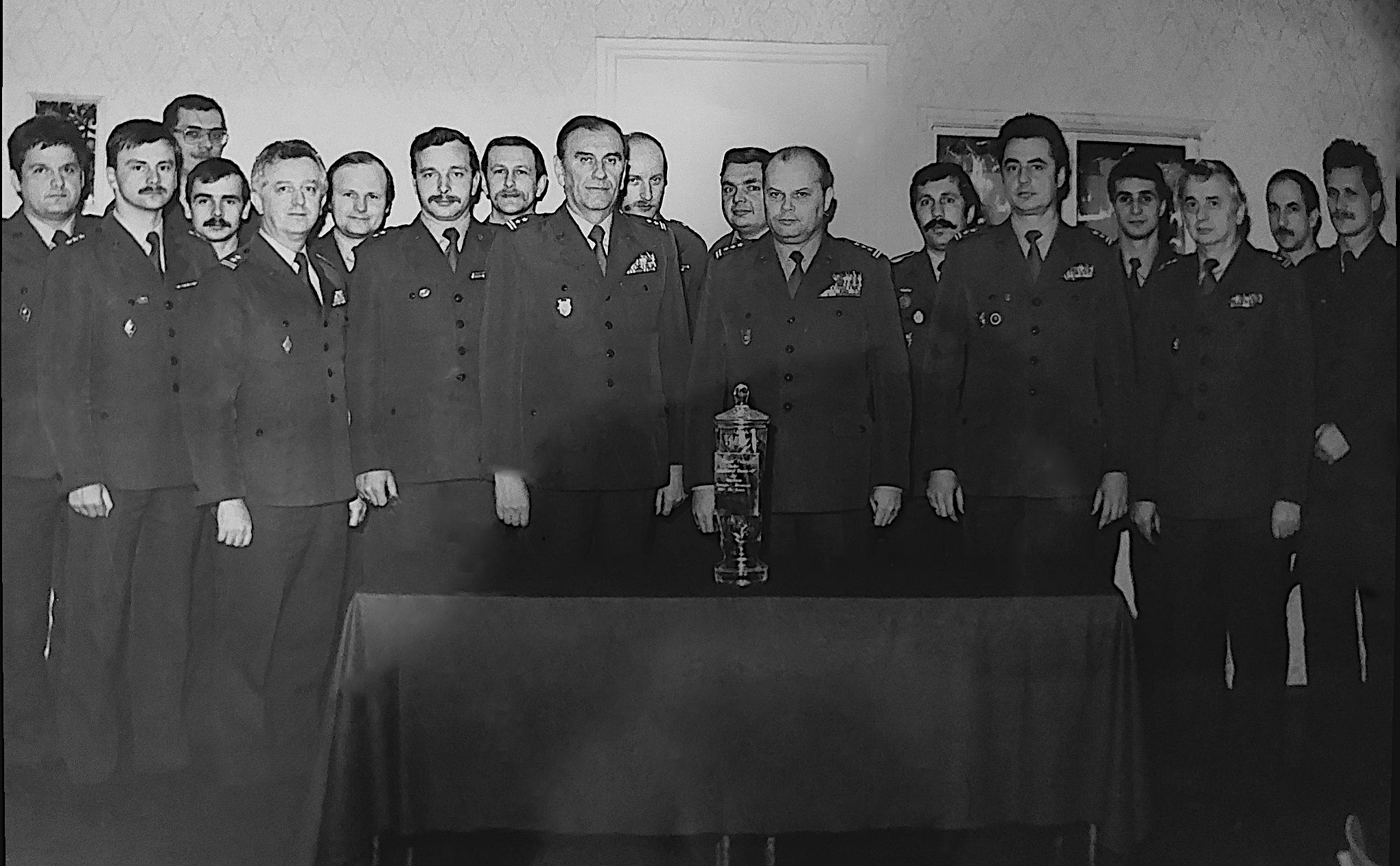
Kadra batalionu i d-cy podległych strażnic oraz sztabu GB WOP (1987–1988)

Wykaz placówek i strażnic WOP podano za: Stefan Gacek: Górnośląska Brygada WOP. Rys historyczny 1945–1991. s. 15, 20, 22–24.
- Strażnica kadrowa WOP Zawoja – od 10.1989–13.03.1991
- Strażnica kadrowa WOP Korbielów – od 10.1989
- Strażnica kadrowa WOP Soblówka – od 10.1989
- Strażnica kadrowa WOP Rycerka – od 10.1989
- Strażnica kadrowa WOP Zwardoń – od 10.1989
- Strażnica WOP Jaworzynka
- Strażnica WOP Wisła – od 03.1990
- Strażnica WOP Poniwiec
- Strażnica WOP Leszna Górna
- Strażnica WOP Cieszyn
- Strażnica WOP Pogwizdów
- Strażnica WOP Zebrzydowice
- Strażnica WOP Skrbeńsko – do 12.12.1989
- Strażnica WOP Godów
- Strażnica WOP Gorzyce
- grupa operacyjna zwiadu
  - Wisła – kpt. Mirosław Orawiec
  - Wodzisław – mjr Stanisław Lenart.

Układ organizacyjny i personalny batalionu przed rozformowaniem w maju 1991:
- dowódca – płk Bolesław Cader
- szef sztabu – ppłk Zenon Skowron
- zastępca do spraw wychowawczych – ppłk Zygmunt Staszewski
- zastępca do spraw zwiadu – ppłk Bolesław Sowa
- zastępca do spraw techniki i zaopatrzenia – kpt. Henryk Kamrowski
- grupa operacyjna w Żywcu – ppłk mgr Albin Kłodnicki
- kompania odwodowa – kpt. Krzysztof Olejnik
- Strażnica kadrowa WOP Korbielów
- Strażnica kadrowa WOP Soblówka
- Strażnica kadrowa WOP Rycerka
- Strażnica kadrowa WOP Zwardoń
- Strażnica kadrowa WOP Jaworzynka
- Strażnica kadrowa WOP Wisła
- Strażnica kadrowa WOP Poniwiec
- Strażnica kadrowa WOP Leszna Górna
- Strażnica kadrowa WOP Cieszyn
- Strażnica kadrowa WOP Pogwizdów
- Strażnica kadrowa WOP Zebrzydowice
- Strażnica kadrowa WOP Godów
- Strażnica kadrowa WOP Gorzyce.

## Wydarzenia

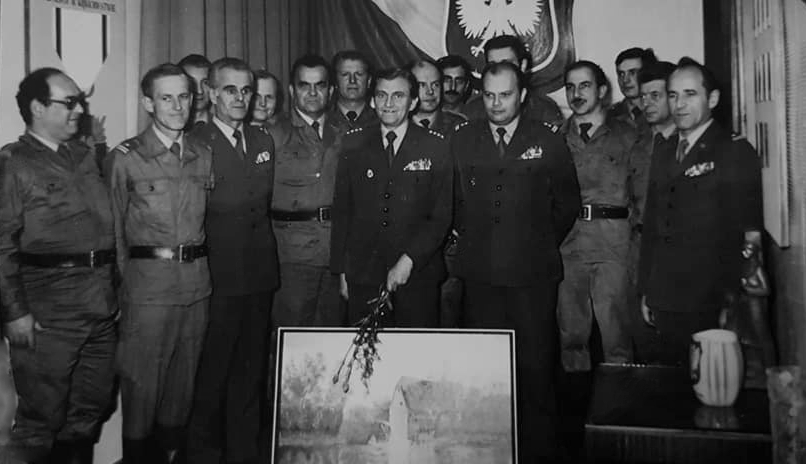
Pożegnanie kpt. Franciszka Zubkowicza d-cę strażnicy WOP Zebrzydowice w Sali Tradycji Batalionu WOP im. „Ziemi Cieszyńskiej” (1984)

- 1956 – koniec czerwca, początek lipca w okresie tzw. „Wypadków poznańskich”, przy linii granicznej i w strefie działania, odnajdywano pakunki zawierające ulotki z tzw. „bibułą”, przytwierdzone do balonów leżących na ziemi[27]. W związku z masowością zjawiska, żołnierze otrzymali zezwolenie na użycie broni, celem zestrzelenia nisko przelatujących balonów (nawet jeśli znajdowały się na terytorium czechosłowackim, ale w zasięgu ognia – to samo czynili pogranicznicy czechosłowaccy)[28].
- 1964 – rozformowano strażnicę WOP Krężelka[16].
- 1971 – grudzień, w Wodzisławiu Śląskim sformowano Referat Zwiadu, podległy sekcji zwiadu batalionu[9].
- 1974 – sztab batalionu wizytował wiceminister Ministerstwa Spraw Wewnętrznych gen. bryg. Tadeusz Pietrzak oraz dowódca WOP gen. bryg. Czesław Stopiński[29].
- 1974 – rozformowano strażnicę WOP Ruptawa[17].
- 1976 – rozformowanie batalionu granicznego i przeformowanie na batalion szkolno-odwodowy, strażnice przeszły pod dowództwo sztabu brygady. Obowiązki dowództw batalionów przeszły na oficerów kierunkowych ze sztabu brygady, wydziału zwiadu i politycznego[7].
- 1980 – dla uczczenia zasług żołnierzy batalionu, decyzją Rady Miejskiej w Cieszynie ul. Parkowa przybrała imię Wojsk Ochrony Pogranicza[30].
- 13 grudnia 1981–22 lipca 1983 – (stan wojenny w Polsce), normę służby granicznej dla żołnierzy podwyższono z 8 do 12 godzin na dobę. Ścisłą kontrolą objęto całą strefę nadgraniczną, zamknięte zostały szlaki turystyczne. W stan gotowości były postawione pododdziały odwodowe[31].
- 1984 – na nowo w Cieszynie sformowano batalion graniczny GB WOP w Cieszynie, przechodząc na nowy system dowodzenia[10].
- 1984 – batalion odwiedził jeden z twórców batalionu, oficer Armii Radzieckiej i Wojska Polskiego płk Wasilij Chomienko[32].
- 1989 – 31 grudnia rozformowano strażnicę WOP Skrbeńsko[33].
- 1990 – marzec, odtworzono strażnicę WOP Wisła[33].
- 1991 – 13 marca Strażnica WOP Zawoja została przekazana Karpackiej Brygadzie WOP w Nowym Sączu[11].
- 1991 – 15 maja rozformowano wszystkie struktury Górnośląskiej Brygady WOP.

## Dowódcy batalionu

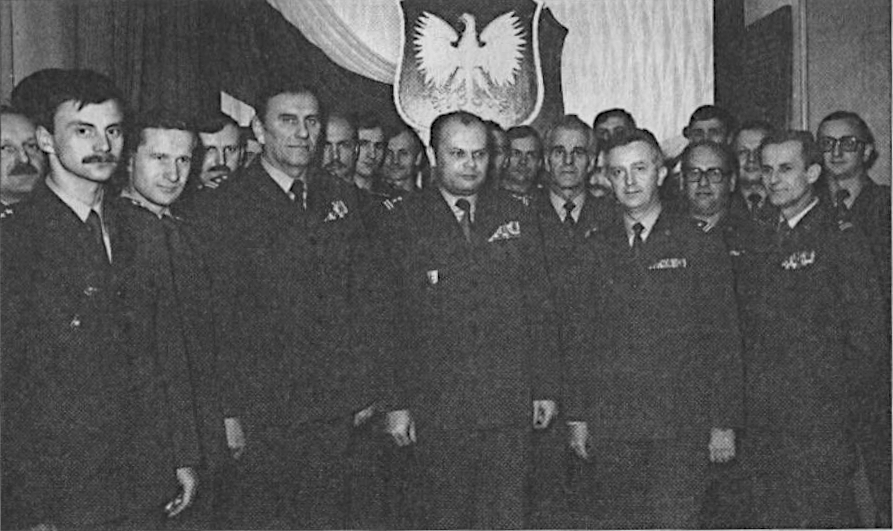
Pożegnanie d-cy batalionu ppłk. Stefana Gacka z kadrą i przekazanie obowiązków dla ppłk. Bolesława Cadera (22 listopada 1984)

- kpt. Bronisław Wasowski (był w 1952)

Wykaz dowódców batalionów podano za: Sławomir Żurawlow: Pododdziały Ochrony Pogranicza w Jaworzynce, Istebnej i Koniakowie – Rys historyczny 1922–2008. s. 44.
- mjr Jan Baran (1958–1962)
- płk Jan Krasowski (1962–1976)
- mjr Stefan Gacek (1976–1983) – batalion szkolno-odwodowy
- ppłk Stefan Gacek (1983–21.11.1984) – Jednostka Wojsk Ochrony Pogranicza im. „Ziemi Cieszyńskiej”
- ppłk/płk Bolesław Cader (22.11.1984–15.05.1991) – batalion graniczny GB WOP w Cieszynie.

## Upamiętnienie
17 czerwca 2015 w Cieszynie miało miejsce uroczyste odsłonięcie Tablicy Pamięci żołnierzy, funkcjonariuszy, pracowników polskich formacji granicznych na Śląsku Cieszyńskim. Tablica zawisła na froncie budynku dawnych koszar przy ul. Wojska Polskiego 5.